# Xã Wilson CW, Quận Greene, Missouri
Xã Wilson CW (tiếng Anh: Wilson CW Township) là một xã thuộc quận Greene, tiểu bang Missouri, Hoa Kỳ. Năm 2010, dân số của xã này là 4.566 người.